# Кобяковское сельское поселение
Кобяковское се́льское поселе́ние (тат. Кибәк иле авыл җирлеге) — муниципальное образование в Пестречинском районе Республики Татарстан.
Административный центр — село Кобяково.

## История
Статус и границы сельского поселения установлены Законом Республики Татарстан от 31 января 2005 г. № 33-ЗРТ «Об установлении границ территорий и статусе муниципального образования „Пестречинский муниципальный район“ и муниципальных образований в его составе».

## Население
| 2010 | 2011 | 2012 | 2013 | 2014 | 2015 | 2016 |
| ---- | ---- | ---- | ---- | ---- | ---- | ---- |
| 242  | →242 | ↘236 | ↘228 | ↗231 | ↘230 | ↗238 |
| 2017 | 2018 |      |      |      |      |      |
| ↘229 | ↘226 |      |      |      |      |      |

## Состав сельского поселения
| № | Населённый пункт | Тип населённого пункта       | Население |
| - | ---------------- | ---------------------------- | --------- |
| 1 | Кобяково         | село, административный центр | ↘229      |